# こども音楽コンクール
こども音楽コンクール（こどもおんがくコンクール）は、TBSラジオなどJRN系列各局及びテレビユー福島が主催して行われる小学生・中学生対象の合唱・合奏の競演会である。ヤマザキパンの協賛。本項では、コンクールの模様を放送している同名のラジオ番組についても併せて記述する。

## 概要
1953年に当時の「ラジオ東京」が『ホーム子供コンクール』の名称で開始し、翌年『ラジオこどもコンクール』に改称した。1954年には新日本放送（毎日放送→MBSラジオの前身）が近畿2府4県の小・中学校を対象に『NJBこども音楽会』が開始した。1956年3月には両者が統合した東西大会が開催され、同年5月に『こども音楽コンクール』に改称した。その後、1966年に中部日本放送（現・CBCラジオ）が東海・北陸地方を対象としたコンクールを開始したほか、毎日放送の呼びかけに応じて山陽放送（現・RSK山陽放送）やRKB毎日放送など西日本の民放各社が参加するようになるなど、全国的なコンクールになっていった。なお、テープ審査を導入するまでは、自治体単位で予選会（地方大会）を開催。その模様を収録した音源を編集したうえで放送していた。
毎年夏休み〜翌年1月にかけて行われており、小学校、中学校のコーラス部、合奏部、鼓笛隊（ブラスバンド部、吹奏楽部）、マンドリン･ギター合奏（マンドリン部）、リコーダー合奏（リコーダー部）、そのほか各種器楽（アコーディオンなど）、またクラスや学年単位で参加することも可能となっている。
同一学校からの参加は1つの部門につき1チームに限定する地域と2チームまでの地域があるが、同一楽曲による重複参加、同一グループによる複数楽曲の演奏は認めない。また地域によっては合奏の部第1、第2の両部門への重複出場が出来ない場合もある。
まずテープによる予備審査を各都道府県単位で実施し、その上位校が都道府県コンクール、地方ブロックコンクール（地区優秀校演奏発表会　次項に示す全国7ブロック）を経て、1月にTBSで行われる全国コンクール（文部科学大臣賞選考会）で次々項に示す各部門の最優秀校（文科大臣賞）を決定する。最優秀校は2月下旬、ないしは3月初旬に東京オペラシティで記念演奏会（表彰式兼ねる）に出演し、その模様はJRN系列に向けて「こども音楽コンクールスペシャル」と銘打って1時間の特別番組で、またTBSテレビでも30分のダイジェスト版として紹介されるほか、2010年から数年間は当時TBS HDが運営していたクラシック専門のインターネットラジオOTTAVAにおいて、不定期で参加した全国の小中学校の楽曲の演奏を配信していたこともある。

## 審査対象地域
- 北海道（北海道放送）
- 東北（東北放送、青森放送、IBC岩手放送、テレビユー福島）
- 東日本A（関東・山梨県 - TBSラジオ）
- 東日本B（信越・静岡県 - TBSラジオ、信越放送）
- 中部日本（東海〔静岡県除く〕・北陸 - CBCラジオ）
- 西日本A（近畿・徳島県 - MBSラジオ）
- 西日本B（中国・四国〔徳島県除く〕・九州 - 南海放送、RKB毎日放送） - 参加へのEメールでの申し込みはTBSラジオが担当。
  - 南海放送はテレビ部門が日本テレビ系列（NNN/NNS）のラテ兼営局、テレビユー福島はTBS系列（JNN）のテレビ単営局で、その他の参加局はTBS系列（JNN/JRN）のラテ兼営、または兼営からラジオ部門を分社した局（TBS・CBC・MBS）である（TBS・CBC・RKB以外はNRNにも加盟）[注 1]。
  - JRN系列局が2局以上存在する関西地区[注 2] からは、前述した経緯から毎日放送→MBSラジオが参加している。
  - 過去に地区大会主催局として秋田放送・山形放送（東北）、新潟放送・静岡放送（東日本B）、北陸放送・北日本放送・福井放送（中部日本）、中国放送・山陰放送（西日本B）があったが現在は撤退している。
  - 福島県では東北放送の単独主催（協力：ラジオ福島、後援：テレビユー福島）を経て、1991年度より東北放送とテレビユー福島が共催する一方で、関連番組を東北放送が単独で制作している。

## 審査部門
- 重唱の部（指揮者なし。1パート1名で4人まで　演奏制限時間4分以内）
- 合唱の部（1パート2名以上なら人数制限なし　5分以内）
  - 1975年度までは、独唱の部も設けられていた[注 3]。
- 重奏の部（指揮者なし。1パート1名で6人まで。但し独奏、ピアノ連弾は対象外　4分以内）
- 合奏の部第1部門（弦楽、器楽、和楽器・打楽器・電子楽器等の合奏は35人以内、または1クラス単位、リコーダー、ギター・マンドリン合奏は人数制限なし　7分以内）
- 合奏の部第2部門（弦楽、器楽、和楽器・打楽器・電子楽器等の合奏は36人以上、管弦楽は人数制限なし　7分以内）
- 管楽合奏の部（吹奏楽、金管合奏、木管合奏、トランペット鼓笛隊、ドリル演奏など。シンセサイザー、エレキベースなどは補助的な効果音や部分的な使用についてのみ認める　7分以内）
  - 日本国内で新型コロナウイルスへの感染が拡大している2020・2021年度のコンクールでは、授賞式と記念演奏会の開催を見送る一方で、優秀校発表音楽会についてはZoom (アプリケーション)を活用しながら非公開（オンライン上）で実施していた。2022年度の地区大会から、ホールを使用した会場審査を再開。

## ラジオ番組・こども音楽コンクール放送局

### TBSラジオ

#### 放送時間
- 日曜日6:00 - 6:30（2021年4月4日 - ）
  - 2002年10月13日から2021年3月28日までは、『プレシャスサンデー』シリーズへの内包番組として6:10 - 6:40に放送。同番組の終了に伴って、19年振りに単独番組として編成されている。

#### パーソナリティ
1953年 - 1977年（複数パーソナリティ制）
- 斉藤昌子（1953年頃 - 1958年頃、TBS版初代司会者）
- 中島みち（1953年頃 - 1958年頃、TBS版初代司会者）
- 和田京子（1958年頃 - 1961年頃）
- 吉村光夫（1958年頃）
- 原田淑枝（1958年頃 - 1964年頃）
- 山本文郎（1959年頃 - 1977年頃）
- 二村義子（1964年頃 - 1969年頃）
- 郷司淑子（1969年頃 - 1972年頃）
- 菅原牧子（1969年頃 - 1972年頃）
- 竹内道子（1975年頃 - 1976年頃）

1977年以降（1人制）
- 石尾和子（1976年頃 - 1978年頃、山本文郎降板後は1人で番組進行した模様）
- 吉川美代子（1978年 - 1981年頃）
  - 横浜市立港南中学校への在学中に、同校の演奏団の一員として神奈川県小田原市での公開演奏会に参加したところ、当時のパーソナリティだった山本からインタビューを受けていた。このインタビューがきっかけで、アナウンサーを志した末にTBSへ入社。2003年にサントリーホールで催された50周年記念祝賀会では、山本とのコンビで司会を務めている[5]。
- 西田有里（1981年頃 - 1984年頃）
- 佐藤真紀（1984年頃 - 1986年頃）
- 鎌倉みどり（1986年頃 - 1988年）
- 佐藤千春（1989年 - 1990年）
- 佐古千春（1991年 - 1995年頃）
- 畑杏子（1995年頃 - 1996年9月）
- 広重玲子・木村郁美（1996年10月 - 1997年6月、交代制）
- 小倉弘子（1997年7月 - 1998年9月）
- 外山恵理（1998年10月 - 2000年3月）
- 海保知里（2000年4月 - 2001年3月）
- 久保田智子（2001年4月 - 2002年3月）
- 外山恵理（2002年4月 - 2003年3月）
- 山田愛里（2003年4月 - 2007年3月）
- 水野真裕美（2007年4月）

『プレシャスサンデー』への内包時代
- 山田愛里（2007年5月 - 2008年3月）
- 新井麻希（2008年4月 - 2010年10月）
- 久保田智子（2010年10月 - 2011年10月）
- 岡村仁美（2011年10月 - 2012年9月）
- 吉田明世（2012年10月 - 2013年3月）
- 林みなほ（2013年4月 - 2015年3月）
- 笹川友里（2015年4月 - 2019年3月）
- 山形純菜（2019年4月 - 2021年3月）

『プレシャスサンデー』終了・単独番組としての放送再開後
- 山形純菜（2021年4月 - 2025年3月 、『プレシャスサンデー』時代から引き続き担当）
- 日比麻音子（2025年4月 - ）

参考資料
- 『かがやく瞳たち、そして音楽・TBS「こども音楽コンクール」50周年記念』TBSラジオ&コミュニケーションズ、2003年発行
- TBSラジオの1997年10月以降の番組表、TBSラジオ広報誌「954press」

### IBC岩手放送
放送時間
- 土曜日 18:30 - 19:00（2019年度下半期）
  - 岩手大会を北日本銀行が協賛している関係で、『北日本銀行プレゼンツ IBCこども音楽コンクール』として年度下半期（10月 - 翌年3月）限定で放送。岩手大会での受賞校に加えて、岩手以外の県から東北大会に進出した学校や、全国大会での受賞校の合唱・合奏の音源も流す。

### 東北放送
放送時間
- 日曜日 7:20 - 7:40（放送上のタイトルは『TBCこども音楽コンクール』）

パーソナリティ
- 岡崎トミ子→菅家真奈紀→中野文恵→大木香乃→田添菜穂子→生駒夕紀子→名久井麻利→大久保悠→薄井しお里→大久保悠→熊谷望那

### 信越放送
放送時間
- 土曜日 8:20 - 8:30および日曜日 8:30 - 8:40 → 土・日曜日7:50 - 8:00
  - 長野県内の地区大会（長野大会・上田大会・伊那大会）をかんてんぱぱが協賛している関係で、『かんてんぱぱ SBCこども音楽コンクール』として放送。

### CBCラジオ
放送時間
- 日曜日 12:10 - 12:20[注 4]（放送上のタイトルは『CBCこども音楽コンクール』）
  - おやつカンパニーの単独提供番組として放送。

### MBSラジオ
放送時間
- 日曜日9:30 - 10:00 → 日曜日8:05 - 8:35 → 土曜日 6:30 - 7:00 → 日曜日 6:30 - 7:00 → 日曜日 5:00 - 5:30 → 土曜日17:45 - 17:59（2020年4月4日 - ）
  - 最初期（1950年代）にはヤクルト、土曜日の早朝放送時代から日曜日（6時台後半時代）の初期までは日本楽器製造（現在のヤマハ）が単独で提供。その後はノンスポンサー扱いで、2020年3月29日まで『MBSこども音楽コンクール』として放送されていた。
  - 放送枠を土曜日の夕方へ移動した2020年4月改編から、放送対象地域の大阪府八尾市に本社を置く デンタルプロ（デンタルケア用品や口腔衛生品を「DENTALPRO」というブランドで販売する株式会社）が単独で協賛するようになったため、放送上の番組タイトルを『DENTALPROミュージックスペシャル MBSこども音楽コンクール』に変更。発表会での演奏・合唱音源にとどまらず、プロのオーケストラがクラシック音楽の著名な楽曲を演奏した音源の一部も、「サタデークラシック」と称して随時放送している。
  - 2023年度以降は、『DENTALPROミュージックスペシャル』という扱いのまま、デンタルプロと他の企業（いずれも本社の所在地が大阪府内）による共同協賛体制へ移行。同年度からは大栄環境グループ、2024年度からは大和ハウス工業と岩谷産業も協賛社に名を連ねている。なお、2024年9月からは、大和ハウス工業に代わって同業のパナソニックホームズが協賛。

パーソナリティ
- 坂本登志子（初代）→吉田智子→高梨欣也→野村啓司→青木和雄→伊東正治→結城哲郎→増田一樹→鎌田正明→茂木栗子（もぎ りつこ：T・T・B所属の契約アナウンサー）→鶴本康彦→鈴江香（後に結婚を経て新姓の「関岡香」名義で活動）→千葉猛→西靖→関岡香→中村香奈→小野陶子→松本麻衣子→前田阿希子→鈴木健太→福本晋悟（担当期間は8年で歴代最長）→野嶋紗己子→海渡未来（2024年1月から担当）

### OTTAVA
放送時間
- 不定期の土・日曜日 22:00 - 24:00（2011年度）

## 備考
- 北海道地区と西日本B地区では、当該地区の大会を主催するラジオ局（北海道放送・南海放送・RKB毎日放送）が、地区大会のダイジェスト番組をレギュラーで編成していない。ただし、南海放送では『モーニングディライト ブリーズ』（自社制作の生ワイド番組）内で、西日本B地区受賞校の演奏音源を放送している。
- TBSテレビでは、東京放送（ラジオとの兼営体制）時代の1987年に終夜放送を始めるまで、東日本A地区からコンクールへ出場した学校の演奏を放送開始前のテストパターンで放送。放送に際しては、当時在籍していた女性アナウンサーによる演奏曲の紹介アナウンスを添えていた。MBSテレビでも、毎日放送（ラジオとの兼営体制）時代の1990年まで同様に紹介アナウンスを添えてコンクール出場校の演奏をテストパターンで放送していた。また、新型コロナウイルスへの感染拡大防止策として文部科学大臣賞の授賞式と記念演奏が見送られた令和3年度（2021年度）には、『令和3年度 こども音楽コンクール』という30分の収録番組を2022年に制作。青島広志（当コンクールへ参加した経験のある作曲家）・日比麻音子（TBSテレビのアナウンサー）と受賞校の児童たちによるリモート方式でのトーク映像に受賞校の演奏・練習映像を交えた構成[6]で、3月11日（金曜日）にBS-TBSを通じて全国向け、同月13日（日曜日）に地上波（TBSテレビ）を通じて関東地区向けに放送された[7]。
  - ちなみに日比は、横浜雙葉小学校の吹奏楽部に所属していた平成16・17年度に当コンクールへ参加。TBSテレビへ入社した後に、同校が参加した会場審査を「司会者」として進行したこともある。また、毎日放送（MBSラジオ）が把握・公表している範囲では、以下の著名人も小・中学生時代に当コンクールへ出場している。
    - 中山千夏：大阪府布施市立布施第二小学校（現在の東大阪市立長堂小学校）1年時の1955年度（昭和30年度）に、第3回大会の小学生・独唱の部へ出場した。この時期から、大阪で子役俳優として活動。小学5年時での上京を機に芸能界へ本格的に進出すると、『じゃりン子チエ』（毎日放送制作のテレビアニメ版）で主人公「チエ」の声と主題歌の歌唱を任されるなど、マルチタレントの域にとどまらず小説家・市民運動家・参議院議員などの活動も経験している。
    - 小坂明子：神戸大学附属住吉中学校3年時の1971年度（昭和46年度）に、第18回大会へ出場（出場部門は不明）。同校の卒業から2年後の1973年に、自身が作詞・作曲・歌唱を手掛けた『あなた』で、16歳にして第6回ポピュラーソングコンテスト（ヤマハ音楽振興会主催）や第4回世界歌謡祭のグランプリを受賞した。さらに、『あなた』でメジャーデビューを果たしたところ、この曲が1974年度のオリコン年間シングルランキングで2位に入るほどの大ヒットを記録した。
- 「Mラジ」（エムラジ）という通称を放送などで使用しているMBSラジオでは、新日本放送時代に当コンクールを始めてから2023年（令和5年）で70年目を迎えることを踏まえて、『Mラジ　こどもスマイル学園×こども音楽コンクール』（SDGsに関連した自社制作のレギュラー番組『Mラジ　こどもスマイル!』とのコラボレーションによる特別番組）を2022年（令和4年）から年に1回のペースで土曜日の午後に生放送。コンクールの歴史を紐解きながら、当該年度のコンクールに西日本A地区から出場していた小学校から、複数の学校の吹奏楽部や合唱部が演奏や合唱を生放送で披露している。同局では2020年度から『MBSこども音楽コンクール』のレギュラー版を毎週土曜日の夕方（基本として17:45 - 18:00）に放送しているが、レギュラー版は放送の前に収録されているため、『Mラジ　こどもスマイル学園』を編成する週にも通常どおり放送。
  - 2022年：近藤光史（毎日放送出身のフリーアナウンサー）・河田直也・松井愛（いずれも放送の時点では毎日放送の現職アナウンサー）・野嶋紗己子（河田・松井の後輩アナウンサーで放送時点での『MBSこども音楽コンクール』パーソナリティ）の出演で、9月17日の13:59 - 16:40に生放送。
  - 2023年：近藤・松井・野嶋の出演で、7月29日の13:50 - 17:40に生放送。
  - 2024年：近藤・松井・海渡未来（放送時点での『MBSこども音楽コンクール』パーソナリティで松井の後輩アナウンサー）の出演で、9月7日の13:50 - 16:40に生放送。